# Rouen Métropole Basket
Rouen Métropole Basket, früher SPO Rouen Basket, ist ein französischer Basketballverein aus Rouen in der Region Normandie. Die erste Mannschaft spielt seit dem Abstieg zur Saison 2016/17 erneut in der zweithöchsten nationalen Spielklasse LNB Pro B. Der Verein ging aus der Basketball-Abteilung des Vereins Stade Philippin Omnisports Rouen hervor.

## Geschichte
Der Stade Philippin Omnisports Rouen basket-ball, besser bekannt unter dem Namen SPO Rouen Basket, ist die professionelle Basketballmannschaft des Sportvereins Stade Philippin Omnisports Rouen. Dieser Sportverein wurde 1892 von Henri Foursin unter dem Namen La maison des Philippins gegründet und kann damit auf eine über hundertjährige Geschichte zurückblicken. Der Verein wurde 1893 unter den Schutz des Heiligen Philipp Neri gestellt, woher der Name rührt.

### Zwischen 1. und 2. Liga
Den ersten Aufstieg in die höchste französische Spielklasse LNB Pro A konnte SPO Rouen Basket am Ende der Saison 2004/05 feiern. Allerdings beendete man die erste Spielzeit in der Pro A (2005/06) auf dem 18. und damit letzten Rang, sodass der direkte Wiederabstieg erfolgte.
Zur Saison 2008/09 konnte Rouen erneut in die Pro A aufsteigen und sich zunächst behaupten, da man die Saison auf dem 13. Rang der Pro A beendete. Die folgende Saison (2009/10) schloss Rouen nur auf dem 15. Rang von 16 ab, sodass man wiederum in die Pro B abstieg.
Seit der Saison 2012/13 trägt die Mannschaft ihre Heimspiele in der fast 6.000 Zuschauer fassenden Kindarena in Rouen aus.
Trotz einer sportlich gesehen schlechten Saison 2013/14 in der zweiten nationalen Liga LNB Pro B (14. der Hauptrunde) wurde dem Verein mit einer Wildcard der erneute Aufstieg in die erste nationale Liga LNB Pro A gewährt. Seit der Saison 2014/15 spielt die Mannschaft daher zum dritten Mal in der ersten französischen Basketballliga. Die Hauptrunde der Saison 2014/15 schloss man auf dem 15. Rang ab.
Am 17. Juli 2015 wurde die Basketballmannschaft von SPO Rouen Basket offiziell in Rouen Métropole Basket umbenannt. Nachdem Rouen die Hauptrunde der Saison 2015/16 nur auf dem 17. Rang beenden konnte, spielt die Mannschaft aktuell wieder in der zweiten Liga LNB Pro B.